# Villa María
Pour l'école au Canada, voir Villa Maria.
Villa María est une ville de la province de Córdoba, en Argentine, et le chef-lieu du département de General San Martín. Elle est située à 140 km au sud-est de la capitale provinciale Córdoba. Sa population s'élevait à 72 161 habitants en 2001, mais l'agglomération a une population de plus de 100 000 habitants.
C'est un centre agricole pour les cultures de la région (céréales, oléagineux, fruits), ainsi qu'un centre industriel avec des industries principalement laitières mais aussi manufacturières.

## Climat
Le climat est tempéré, typique des Pampas, et parfait pour l'agriculture: les étés sont chauds et humides (30C le jour, 17C la nuit en moyenne, avec des vagues de chaleur possibles, ainsi que des périodes plus fraîches), l'automne est agréable avec des nuits plutôt fraîches, et les hivers ne sont pas rigoureux: en moyenne, les températures atteignent 16C le jour et descendent à 4C la nuit, mais avec beaucoup de variabilité: il est possible d'avoir des périodes de 3-4 jours à 25C ou même 28C en plein hiver (mais avec des nuits toujours fraîches), suivis de journées où le maximum reste en dessous de 8C, et les minimums atteignent souvent quelques degrés en dessous de zéro. Le temps est très sec, et donc la pluie et la neige ne sont pas très fréquentes. Or, en 2007, le thermomètre a marqué -9C et une couche de neige de 10 cm d'épaisseur a recouvert la ville pendant 2-3 jours.
Les printemps sont très venteux et variables: des journées chaudes et des journées très fraîches sont possibles, ainsi que des périodes de sécheresse suivis d'orages violents. Il n'est pas rare de voir la température chuter de 20C en quelques jours seulement.
Les précipitations totales atteignent entre 760 mm et 820 mm.

## Institutions
Villa Maria est connue pour ses institutions éducatives, qui attirent des milliers d'étudiants provenant d'autres villes du pays. L'Universidad Tecnologica Nacional (UTN) donne des cours de licence et master en ingénierie dans plusieurs domaines depuis 1970, ainsi que des cours d'anglais et de gestion, incluant un MBA.
L'Universidad Nacional de Villa Maria, quant à elle, offre des licences en plusieurs sciences humaines et sociales (sociologie, économie, sciences politiques, communication, psychopédagogie, etc.) ainsi qu'en mathématiques, commerce, informatique, langues, et plusieurs domaines reliés à la santé.
Elle a ouvert ses portes en 1997, et une "cité universitaire" s'est rapidement construite autour de l'école.
L'Universidad Catolica de Salta offre des cours à distance avec des examens sur place, avec des degrés comme le droit, la comptabilité, les relations internationales, finances et gestion.
Finalement, l'ESIL (Escuela Superior Integral de Lecheria) offre, conjointement avec l'UNVM, des licences en agronomie et plusieurs domaines liés à la production agricole et à l'industrialisation de ces produits: ces programmes attirent beaucoup d'étudiants en provenance des petites villes à la campagne.
Plusieurs institutions d'éducation tertiaire offrent des diplômes en gastronomie, marketing, ressources humaines, design multimédia, journalisme, tourisme et hôtellerie, design de jeux vidéo, etc.
En 2010, un aéroport a été inauguré, mais aucun vol commercial n'y est présent: il reste ouvert surtout pour les vols privés.

## Personnalités liées à la commune
- Amadeo Sabattini (1892-1960), homme politique, membre de l'UCR, mourut à Villa María après y avoir vécu la plus grande partie de sa vie.

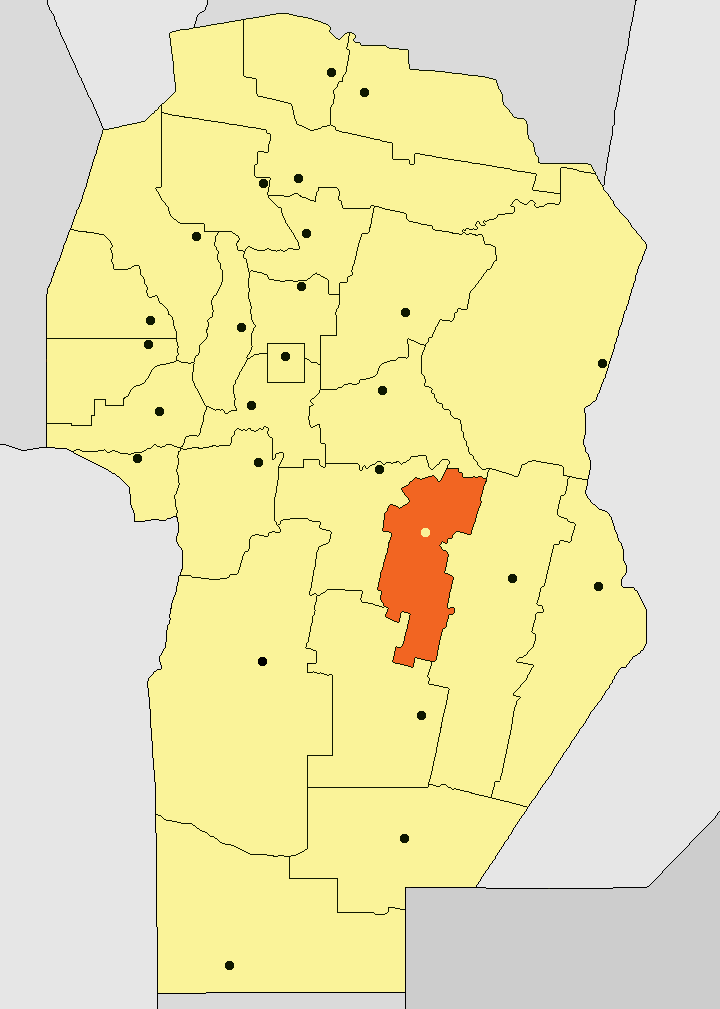
Localisation de la ville dans la province